# Ratusz w Nowym Targu
Ratusz w Nowym Targu – ratusz z 2. połowy XIX wieku w Nowym Targu, wpisany do rejestru zabytków nieruchomych województwa małopolskiego.

## Historia

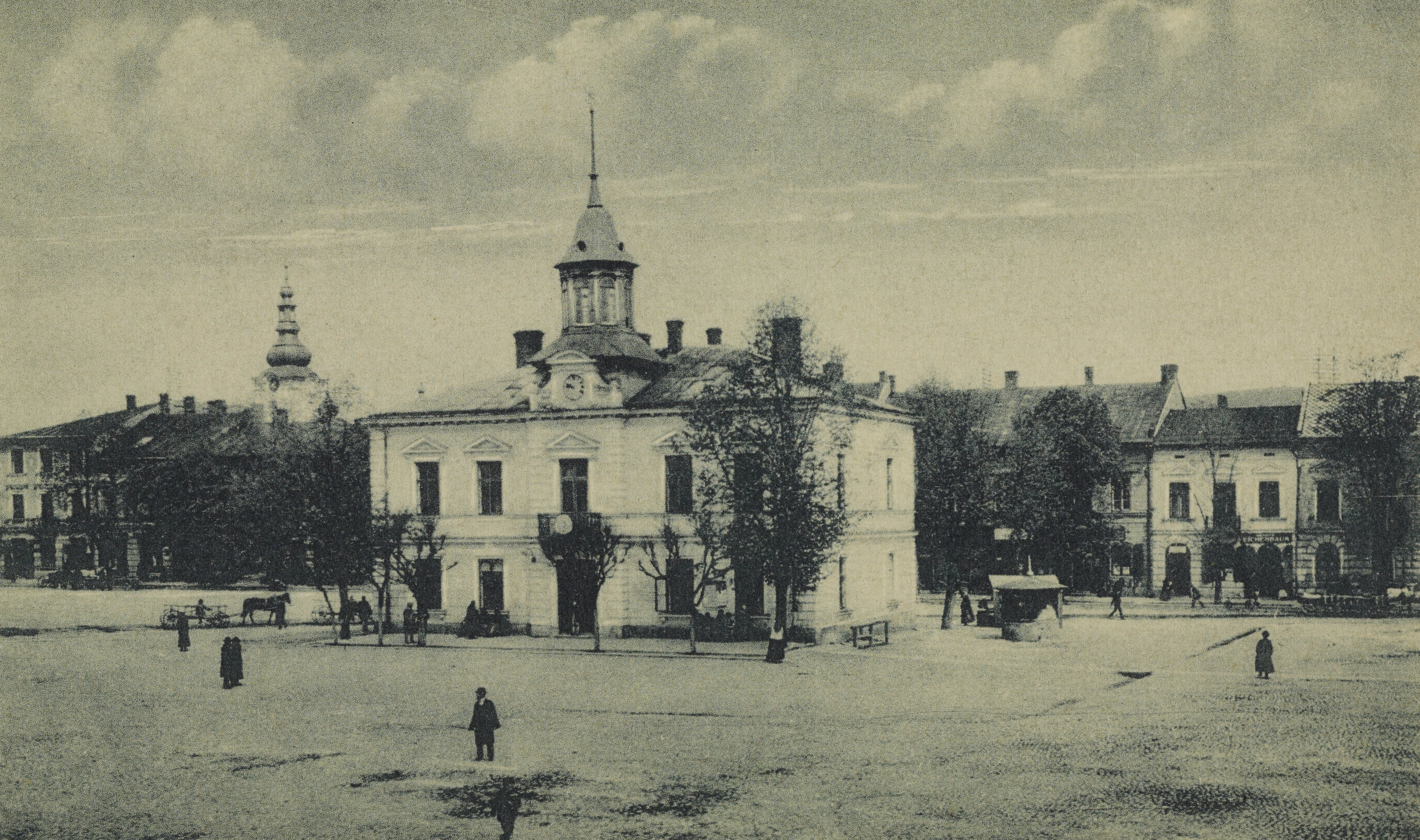
Ratusz około 1923–1926

Pierwszy ratusz w Nowym Targu był wzniesiony z drewna w XVI wieku; w 1784 roku pierwotny budynek został zniszczony w wyniku pożaru. Po tym zdarzeniu starosta sądecki nakazał odbudowę miasta, podjęto także decyzję o wzniesieniu nowego ratusza, którą prawdopodobnie zainicjował Jakub Podkanowicz, nowotarski burmistrz.
Budynek został wzniesiony w 2. połowie XIX wieku pod nadzorem Karola Rybińskiego z Krakowa pośrodku nowotarskiego Rynku. 
7 stycznia 2020 roku gmach został wpisany do rejestru zabytków nieruchomych województwa małopolskiego.

## Architektura
Budynek murowany, dwukondygnacyjny, częściowo podpiwniczony. Dach czterospadowy. Do elewacji frontowej przylega wieżą z przeszkloną latarnią, nakryta hełmem w kształcie dzwonu, zwieńczona iglicą.